# Kowala Druga
Kowala Druga is een plaats in het Poolse district  Opolski (Lublin), woiwodschap Lublin. De plaats maakt deel uit van de gemeente Poniatowa en telt 620 inwoners.